# Berlandina plumalis
Espèce
Synonymes
- Gnaphosa plumalis O. Pickard-Cambridge, 1872
- Gnaphosa rhodopis L. Koch, 1875
- Pythonissa cinereoplumosa Simon, 1878
- Pythonissa passerina Simon, 1884
- Berlandina chopardi Denis, 1955
- Berlandina paludani Denis, 1958
- Berlandina macrostigma Denis, 1966
- Berlandina collisarenosa Wunderlich, 2023

Berlandina plumalis est une espèce d'araignées aranéomorphes de la famille des Gnaphosidae.

## Distribution
Cette espèce se rencontre dans le bassin méditerranéen, en Iran, en Afghanistan, en Asie centrale, en Birmanie et en Afrique de l'Ouest.

## Description
Les mâles mesurent de 4,1 à 6,7 mm et les femelles de 6,5 à 10,2 mm.

## Systématique et taxinomie
Cette espèce a été décrite sous le protonyme Gnaphosa plumalis par O. Pickard-Cambridge en 1872. Elle est placée dans le genre Pythonissa par Simon en 1878, dans le genre Callilepis par Simon en 1893 puis dans le genre Berlandia par Dalmas en 1921. Le nom Berlandia Dalmas, 1921 étant préoccupé par Berlandia Lessert, 1921, il est remplacé par Berlandina par Dalmas en 1922.
Gnaphosa rhodopis, Pythonissa cinereoplumosa et Pythonissa passerina ont été placées en synonymie par Dalmas en 1921.
Berlandina chopardi, Berlandina paludani et Berlandina macrostigma ont été placées en synonymie par Levy en 1995.
Berlandina collisarenosa a été placée en synonymie par Wunderlich en 2024.

## Publication originale
- O. Pickard-Cambridge, 1872 : General list of the spiders of Palestine and Syria, with descriptions of numerous new species, and characters of two new genera. Proceedings of the Zoological Society of London, vol. 1872, p. 212-354 (texte intégral).